# Skarvtjärnen, Norrbotten
Skarvtjärnen är en sjö i Kalix kommun i Norrbotten och ingår i Kalixälven-Töreälvens kustområde. Sjön har en area på 0,0438 kvadratkilometer och ligger 2 meter över havet.

## Delavrinningsområde
Skarvtjärnen ingår i det delavrinningsområde (731318-184094) som SMHI kallar för Rinner till Repskärsfjärden. Medelhöjden är 3 meter över havet och ytan är 3,48 kvadratkilometer. Det finns inga avrinningsområden uppströms utan avrinningsområdet är högsta punkten. Avrinningsområdets utflöde mynnar i havet, utan att ha någon enskild mynningsplats.